# Eckhard Meineke
Eckhard Meineke (* 1953 in Northeim, Niedersachsen) ist ein deutscher Sprachwissenschaftler, der von 1994 bis 2019 als Professor für Geschichte der deutschen Sprache an der Friedrich-Schiller-Universität Jena tätig war.

## Leben
Meineke studierte von 1972 bis 1977 u. a. bei Rudolf Schützeichel, Heinrich Tiefenbach, Eberhard Wilhelm Schulz, Hans-Jürgen Teuteberg, Karl Hauck, Gottfried Prachner und Willi Oelmüller an der Westfälischen Wilhelms-Universität Münster Germanistik, Geschichte und Philosophie. 1983 promovierte er in Münster zum Thema Saint-Mihiel Bibliothèque Municipale Ms. 25. Studien zu den althochdeutschen Glossen; 1989 habilitierte er sich in Münster mit der Arbeit Abstraktbildungen im Althochdeutschen. Wege zu ihrer Erschließung.
Nach Vertretungsprofessuren in Regensburg und Dresden wurde er 1994 auf die Professur für Geschichte der deutschen Sprache an der Friedrich-Schiller-Universität Jena berufen.

## Forschung
Gegenstand von Meinekes Forschung ist die deutsche Sprachgeschichte von den Anfängen bis zur Gegenwart, insbesondere Althochdeutsch und Mittelhochdeutsch, Wortbildung, Semantik und Onomastik.

## Publikationen (Auswahl)
Monographien
- Saint-Mihiel Bibliothèque Municipale Ms. 25. Studien zu den althochdeutschen Glossen (= Studien zum Althochdeutschen 2). Vandenhoeck & Ruprecht, Göttingen 1983.
- Bernstein im Althochdeutschen. Mit Untersuchungen zum Glossar Rb (= Studien zum Althochdeutschen. 6). Vandenhoeck & Ruprecht, Göttingen 1984.
- Abstraktbildungen im Althochdeutschen. Wege zu ihrer Erschließung (= Studien zum Althochdeutschen. 23). Vandenhoeck & Ruprecht, Göttingen 1994.
- Das Substantiv in der deutschen Gegenwartssprache (= Monographien zur Sprachwissenschaft. 17). Winter, Heidelberg 1996.
- Einführung in das Althochdeutsche. Unter Mitarbeit von Judith Schwerdt. 23 Karten, 15 Abbildungen (Uni-Taschenbücher 2167) Schöningh, Paderborn u. a. 2001.
- Substantivkomposita des Mittelhochdeutschen. Eine korpuslinguistische Untersuchung (= Deutsche Sprachgeschichte. Texte und Untersuchungen. 6). Lang, Frankfurt am Main u. a. 2016.
- Studien zum genderneutralen Maskulinum. Winter, Heidelberg 2023, ISBN 978-3-8253-9505-6.

Herausgeberschaften
- Septuaginta quinque. Festschrift für Heinz Mettke. Herausgegeben von Jens Haustein, Eckhard Meineke, Norbert Richard Wolf (= Jenaer germanistische Forschungen. N.F. 5), Winter, Heidelberg 1999 (2000).
- Perspektiven der thüringischen Flurnamenforschung. Lang, Frankfurt am Main u. a. 2003.
- Entstehung des Deutschen. Festschrift für Heinrich Tiefenbach. Herausgegeben von Albrecht Greule, Eckhard Meineke, Christiane Thim-Mabrey (= Jenaer germanistische Forschungen. N. F. 17), Winter, Heidelberg 2004.
- Mikrotoponyme. Jenaer Symposion 1. und 2. Oktober 2009. Herausgegeben von Eckhard Meineke und Heinrich Tiefenbach (= Jenaer germanistische Forschungen. N. F. 32), Heidelberg 2011.
- Barbara Aehnlich und Eckhard Meineke (Hrsg.): Namen und Kulturlandschaften (= Onomastica Lipsiensia 10). Leipzig 2015.